# Rik Mayall
Richard "Rik" Mayall, född 7 mars 1958 i Harlow i Essex, död 9 juni 2014 i Barnes i London, var en brittisk skådespelare och komiker. Mayall är främst känd för sitt samarbete med Adrian Edmondson och sin ofta energiska, lätt överdrivna spelstil. Han var en av pionjärerna på den alternativa brittiska komediscenen under det tidiga 1980-talet.

## Biografi
Mayall föddes i Harlow i Essex, men flyttade vid tre års ålder med sina föräldrar (som båda var dramalärare) till Droitwich Spa i Worcestershire, där han växte upp och uppträdde i sina föräldrars uppsättningar. Han studerade drama vid University of Manchester och gjorde sig ett namn då han 1980 uppträdde på The Comedy Store tillsammans med Adrian Edmonson. De uppträdde som The Dangerous Brothers, ett par naiva men anarkistiska våghalsar, som utförde olika slags stunts på scen, bland annat genom att tända eld på varandra. De överförde slapstick till den alternativa komediscenen, men i en betydligt mer extrem form.
1981 uppträdde Mayall för första gången i TV i serien A Kick Up the Eighties. Han slog igenom som sociologistuderanden och Cliff Richard-dyrkaren Rick i Hemma värst (originaltitel: The Young Ones) 1982. Manuset till serien skrev hans med sin vän Ben Elton och sin dåvarande flickvän Lise Mayer. Skådespelaren Alexei Sayle, som också hade en roll i serien, bidrog med mer material. Mayall medverkade också, tillsammans med många av sina kollegor från den alternativa komediscenen i filmserien The Comic Strip.
Därefter medverkade Mayall i Filty Rich & Catflap (1986) tillsammans med Edmonson och Nigel Planer. Han och Edmonson spelade också in TV-serien Bottom (1991-92 och 1995) där de spelade roller som liknade deras rollfigurer i Hemma värst. Hans första stora roll på egen hand var som den konservative parlamentsledamoten Alan Beresford B'Stard i sitcom-serien Parlamentets svarta får (originaltitel: The New Statesman)(1987-1992) för Yorkshire Television, en serie som också sändes på ITV. Han spelade samma roll på scen 2006, men nu som Labourledamot i uppsättningen The New Statesman 2006: Blair B'stard Project.
1986 låg Mayall etta på den engelska singellistan med sina medspelare från Hemma värst. Tillsammans med Cliff Richard spelade man in en ny lustmordsliknande version av dennes gamla hit Living Doll för det första programmet av Comic Relief. Mayall spelade Rik en sista gång i den efterföljande scenshowen och stödde därefter Comic Relief.
Han medverkade även i filmer som Kom igen Columbus och Släng dig i väggen, Fred! samt 1993 sex fristående komediprogram under paraplynamnet Rik Mayall Presents. Han medverkade också i Svarte Orm, i serie ett som Mad Gerald, i serie två och fyra som Lord Flashheart och i millennieversionen av Blackadder: Back and Forth som Robin Hood.
Mayall var en av de hundratals kulturpersonligheter som läste ett utdrag ur Roald Dahls bok George's Marvellous Medicine. Mayall bidrog med sin egen slapstick-humor genom att under det han läste hälla medicinens ingredienser över sig. Han gjorde ett mindre uppmärksammat framträdande i filmen En amerikansk varulv i London som schackspelaren vid sidan av Brian Glover.
1998 skadades han allvarligt i en olycka med en fyrhjulig terrängmotorcykel vid sitt hem i Devon. Han blev fullt återställd och han och Edmonson drev i de olika scenuppsättningarna av Bottom med denna händelse. Paret skrev det första utkastet till Bottom-filmen Guest House Paradiso när Mayall fortfarande låg på sjukhus.
Mayall spelade också rollen som professor Adonis Cnut i sitcom-serien Professor Cnut (originaltitel: Believe Nothing) och rollen som Peeves i den första filmen om Harry Potter, men klipptes bort i den slutgiltiga versionen. 
2000 uppträdde han i videoproduktionen av Jesus Christ Superstar där han spelade Herodes. I den dokumentärfilm om inspelningen som gjordes och som finns med i DVD-utgåvan skämtade han och sade att anledningen till att en miljon, miljard människor vill se den här filmen är att jag är med. Jag och Jesus!.
Mayall gjorde också rösten som örnen Edwin i Skokartongens hemlighet.
I en omröstning 2005 om The Comedian's Comedian röstades han av branschfolk och skådespelare/komiker fram som en av de 50 bästa komikerna någonsin.
Mayall gav 2005 ut en delvis påhittad självbiografi med titeln Bigger than Hitler, Better than Christ (ISBN 0-00-720727-1). Samtidigt spelade han in en ny komediserie med namnet All about George för ITV. 
Mayall var gift med Barbara Mayall och hade två döttrar och en son. Han avled 9 juni 2014 av ett hjärtstopp.

## Filmografi i urval
- 1981 – A Kick Up the Eighties
- 1981 – En amerikansk varulv i London
- 1982–1984 – Hemma värst (TV-serie)
- 1983 – The Black Adder
- 1983–2012 – The Comic Strip Presents...
- 1986 – Blackadder II
- 1986 – Hoppsan, vem tryckte på knappen? (eng: Whoops Apocalypse)
- 1987–1994 – Parlamentets svarta får
- 1989 – Blackadder Goes Forth
- 1989–1991 – Grim Tales
- 1991 – Släng dig i väggen, Fred!
- 1991–1992 – Bottom (TV-serie), säsong ett och två
- 1995 – Bottom (TV-serie), säsong tre
- 1997 – Mavis Davis - en divas sista dagar
- 2000 – Blackadder: Back and Forth
- 2001 – Murder Rooms: The Dark Beginnings of Sherlock Holmes
- 2009 – Miss Marple - Varför frågar de inte Evans?
- 2009 – Morden i Midsomer - The Creeper, avsnitt 72

2013 - Man down första säsongen 